# .sb
.sb – domena internetowa przypisana dla stron internetowych z Wysp Salomona. Została utworzona 19 kwietnia 1994. Zarządza nią Solomon Telekom Company.